# Matrice de comutare
În matematică, în special în algebra liniară, o matrice de comutare este folosită pentru transformarea formei vectorizate a unei matrice în forma vectorizată a transpusei. Mai exact, matricea de comutare K(m,n) este matricea nm × mn care, pentru orice matrice A m × n, transformă vec(A) în vec(AT):
K(m,n) vec(A) = vec(AT) .
Aici vec(A) este vectorul coloană mn × 1 obținut prin aranjarea coloanelor lui A una peste alta:
{\displaystyle \operatorname {vec} (\mathbf {A} )=[\mathbf {A} _{1,1},\ldots ,\mathbf {A} _{m,1},\mathbf {A} _{1,2},\ldots ,\mathbf {A} _{m,2},\ldots ,\mathbf {A} _{1,n},\ldots ,\mathbf {A} _{m,n}]^{\mathrm {T} }}
unde A = [Ai,j]. Cu alte cuvinte, vec(A) este vectorul obținut prin vectorizarea lui A în ordinea principală a coloanelor. Similar, vec(AT) este vectorul care se obține prin vectorizarea lui A în ordinea principală a liniilor.

## Proprietăți
- Matricea de comutare este un tip special de matrice de permutare, prin urmare, este ortogonală⁠(d). În special, K(m,n) este egală cu {\displaystyle \mathbf {P} _{\pi }}, unde {\displaystyle \pi } este permutarea peste {\displaystyle \{1,\dots ,mn\}} pentru care

{\displaystyle \pi (i+m(j-1))=j+n(i-1),\quad i=1,\dots ,m,\quad j=1,\dots ,n.}
- Înlocuirea lui A cu AT în definiția matricei de comutare arată că K (m,n) = (K(n,m))T. Prin urmare, în cazul particular al lui m = n matricea de comutare este o involuție și o matrice simetrică.

- Utilizarea principală a matricei de comutare și sursa numelui acesteia este de a comuta produsul Kronecker: pentru orice matrice A m × n și orice matrice B r × q,

{\displaystyle \mathbf {K} ^{(r,m)}(\mathbf {A} \otimes \mathbf {B} )\mathbf {K} ^{(n,q)}=\mathbf {B} \otimes \mathbf {A} .}
Această proprietate este adesea folosită în dezvoltarea statisticilor de ordin superior ale matricelor de covarianță Wishart.
- Cazul lui n = q = 1 pentru ecuația de mai sus arată că pentru orice vectori coloană v,w de dimensiuni m,r există

{\displaystyle \mathbf {K} ^{(r,m)}(\mathbf {v} \otimes \mathbf {w} )=\mathbf {w} \otimes \mathbf {v} .}
Această proprietate este motivul pentru care această matrice este denumită operator de schimb în contextul teoriei informației cuantice.
- Două forme explicite pentru matricea de comutare sunt următoarele: dacă prin er,j se notează al j-lea vector canonic al dimensiunii „r” (adică vectorul cu 1 în a j-a coordonată și 0 în rest) atunci

{\displaystyle \mathbf {K} ^{(r,m)}=\sum _{i=1}^{r}\sum _{j=1}^{m}\left(\mathbf {e} _{r,i}{\mathbf {e} _{m,j}}^{\mathrm {T} }\right)\otimes \left(\mathbf {e} _{m,j}{\mathbf {e} _{r,i}}^{\mathrm {T} }\right)=\sum _{i=1}^{r}\sum _{j=1}^{m}\left(\mathbf {e} _{r,i}\otimes \mathbf {e} _{m,j}\right)\left(\mathbf {e} _{m,j}\otimes \mathbf {e} _{r,i}\right)^{\mathrm {T} }.}
- Matricea de comutare poate fi exprimată ca următoarea matrice de blocuri:

{\displaystyle \mathbf {K} ^{(m,n)}={\begin{bmatrix}\mathbf {K} _{1,1}&\cdots &\mathbf {K} _{1,n}\\\vdots &\ddots &\vdots \\\mathbf {K} _{m,1}&\cdots &\mathbf {K} _{m,n},\end{bmatrix}},}
unde elementul p,q al matricei de blocuri Ki,j n × m este dat de
{\displaystyle \mathbf {K} _{ij}(p,q)={\begin{cases}1&i=q{\text{ si }}j=p,\\0&{\text{altfel}}.\end{cases}}}
De exemplu, 
{\displaystyle \mathbf {K} ^{(3,4)}=\left[{\begin{array}{ccc|ccc|ccc|ccc}1&0&0&0&0&0&0&0&0&0&0&0\\0&0&0&1&0&0&0&0&0&0&0&0\\0&0&0&0&0&0&1&0&0&0&0&0\\0&0&0&0&0&0&0&0&0&1&0&0\\\hline 0&1&0&0&0&0&0&0&0&0&0&0\\0&0&0&0&1&0&0&0&0&0&0&0\\0&0&0&0&0&0&0&1&0&0&0&0\\0&0&0&0&0&0&0&0&0&0&1&0\\\hline 0&0&1&0&0&0&0&0&0&0&0&0\\0&0&0&0&0&1&0&0&0&0&0&0\\0&0&0&0&0&0&0&0&1&0&0&0\\0&0&0&0&0&0&0&0&0&0&0&1\end{array}}\right].}

## Exemplu
Fie {\displaystyle A} matricea {\displaystyle 3\times 2}:
{\displaystyle A={\begin{bmatrix}1&4\\2&5\\3&6\\\end{bmatrix}}.}
{\displaystyle A} are vectorizarea în ordinea princpală a coloanelor, respectiv în ordinea princpală a liniilor:
{\displaystyle \mathbf {v} _{\text{col}}=\operatorname {vec} (A)={\begin{bmatrix}1\\2\\3\\4\\5\\6\\\end{bmatrix}},\quad \mathbf {v} _{\text{row}}=\operatorname {vec} (A^{\mathrm {T} })={\begin{bmatrix}1\\4\\2\\5\\3\\6\\\end{bmatrix}}.}
Matricea de comutare asociată este
{\displaystyle K=\mathbf {K} ^{(3,2)}={\begin{bmatrix}1&\cdot &\cdot &\cdot &\cdot &\cdot \\\cdot &\cdot &\cdot &1&\cdot &\cdot \\\cdot &1&\cdot &\cdot &\cdot &\cdot \\\cdot &\cdot &\cdot &\cdot &1&\cdot \\\cdot &\cdot &1&\cdot &\cdot &\cdot \\\cdot &\cdot &\cdot &\cdot &\cdot &1\\\end{bmatrix}},}
(unde orice {\displaystyle \cdot } indică un zero). După cum este de așteptat, sunt valabile relațiile:
{\displaystyle K^{\mathrm {T} }K=KK^{\mathrm {T} }=\mathbf {I} _{6}}
{\displaystyle K\mathbf {v} _{\text{col}}=\mathbf {v} _{\text{row}}}